# Едісон Фігурадо
Віктор Ратнасінгам Джеймс Едісон Фігурадо або просто Едісон Фігурадо (нар. 25 липня 1990, Маннар, Шрі-Ланка) — ланкіський футболіст, півзахисник клубу «Солід».

## Клубна кар'єра
З 2015 року захищає кольори клубу «Солід». Відзначився голом після прямого удару з кутового, чим допоміг «Соліду» з рахунком 2:1 обіграти Неві в Прем'єр-лізі Шрі-Ланки 2014/15.

## Кар'єра в збірній
З 2015 по 2017 рік викликався до складу національної збірної Шрі-Ланки. Зіграв 7 матчів (1 гол). Разом зі збірною виступав на Кубку Південної Азії 2015 та Золотому кубку Бандхабанху. Відзначився єдиним голом за збірну в переможному (4:2) аоєдинку проти Бангладешу на Золотому кубку Бандхабанху.

### Голи за збірну
Голи та результат збірної Шрі-Ланки знаходиться на першому місці.
| Гол | Дата         | Місце                                   | Суперник  | Рахунок | Результат | Змагання    |
| --- | ------------ | --------------------------------------- | --------- | ------- | --------- | ----------- |
| 1.  | 8 січня 2016 | Шамсул Гуда Стедіум, Джессор, Бангладеш | Бангладеш | 1–1     | 2–4       | Товариський |